# Ömnödelger járás
Ömnödelger járás (mongol nyelven: Өмнөдэлгэр сум) Mongólia Hentij tartományának egyik járása. Területe 8900 km². Népessége kb. 3800 fő.
Székhelye, Ajrgín enger (Айргийн энгэр) 130 km-re fekszik Öndörhán tartományi székhelytől.